# Козмо Гордон, 3-й герцог Гордон

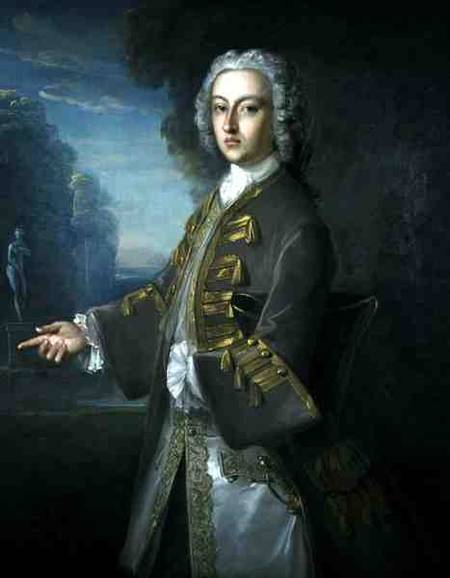
Козмо Гордон — ІІІ герцог Гордон. Портрет художника Філіпа Мерс'єра (1689—1760).

Козмо Гордон — ІІІ герцог Гордон ( 27 квітня 1720 — 5 серпня 1752) — шотландський аристократ, вождь клану Гордон, маркіз Гантлі (до 1728).

## Життєпис
Козмо Гордон був сином II герцога Гордона — Олександра Гордона і був названий на честь близького друга його батька, людини, яка сприяла руху і повстанню якобітів, в якому його батько брав активну участь  Козімо, великого герцога Тоскани.
Козмо Гордон був депутатом палати лордів шотландського парламенту, володів титулом пера — з 1747 по 1752 рік. У 1748 році він став кавалером ордена Будяка.

## Родина
Козмо Гордон одружився з леді Кетрін Гордон (1725—1779) — дочкою Вільяма ,графа Абердіна 3 вересня 1741 року. У них було три сини і три дочки:
- Олександр Гордон, IV герцог Гордон (1743—1827)
- Лорд Вільям Гордон (1744—1823)
- Лорд Джордж Гордон (1751—1793) — на його честь була названа історична подія — «Заворушення Гордона».
- Леді Сьюзен Гордон (1752 -. 1814) — перший раз одружилась з Джоном — графом Вестморленд, другий раз одружилась з полковником Джоном Вудфордом. Обидва шлюби були проблемними.
- Леді Анна Гордон (16 березня 1748 — 7 червня 1816)
- Леді Кетрін Гордон (26 січня 1751 — 3 січня 1797)